# Якутська міфологія
Якутська міфологія відбиває уявлення східносибірського тюркомовного народу якутів (саха) про навколишній світ. Важливу роль у ній відігравали ідеї шаманізму, тобто переконання в існуванні особливих духовних світів (Дойду) і можливості спілкування з ними.
Мешканців цих світів якути називали абасами (пор. з загальнотюркськими Албастами), володарем яких був Великий Пан Улу Тойон. Вони являють загрозу для людей і здатні їм нашкодити. Більш доброзичливі духи пов'язані з предками й іменувалися Айии. Головою добрих духів був Юрюнг Айии Тойон, який мав брата Джесегей Тойона. Айии і абаси нерідко перебували в стані ворожнечі, про що свідчить образ Сюге тойона. Також існували й інші категорії духів, більше пов'язані з природою нашого світу — Іччі і сюллюкюн. Спілкуватися і боротися з цими духами могли лише шамани, які також були серед головних героів якутської міфології.
Подорожі в духовні світи допомагало Світове дерево (Аал Луук Мас).

## Пантеон
- Юрюнг Айии Тойон (інше ім'я Юрюнг Тойон Айии) (якут. Үрүҥ Аар Тойон, Үрүҥ Тойон Айыы) — творець світу, інших айии, демонів абаси, духів іччі, людей, тварин і рослин. Він глава небес і богів. Живе на дев'ятому небі, яке представляється як прекрасна країна, де немає зими, росте біла трава, подібна до крил білого лебедя. Він втілюється в образах білого жеребця або орла.
- Джесегей Тойон (інше ім'я Кюрюе Джесегей тойон, Джесегей Айии, Кюн Джесегей або Уордаах Джесегей) (якут. Дьөһөгөй Тойон, Күрүө Дьөһөгөй Тойон, Дьөһөгөй Айыы, Күн Дьөһөгөй, Уордаах Дьөһөгөй) — бог-покровитель коней. Він живе на третьому небі. Посилає людям кінну худобу, але може й відібрати, якщо розгнівається. Допомагає людям господарювати, трудитися. Наділяє людину силою, талантом, майстерністю. Він — старший з братів богів.
- Ісегей Іеїехсит (якут. Иһэгэй Иэйиэхсит) — богиня, яка наділяє людей рогатою худобою.
- Хомпоруун Хотой Айии (інші імена Сюнг Хаан, Сюнгкен Ерелі) (якут. Хомпоруун Хотой Айыы, Сүҥ Хаан, Сүҥкэн Эрэли) — бог-покровитель птахів. Він втілюється в образ темно-сизого орла. Він — батько орла і жорстоко карає людину, яка вбила цю птицю. Він другорядний бог чоловічої статі, дає людям численний, але фізично слабкий приплід, переважно дівчаток, іноді — худобу масті «хара дьагил» (якут. хара дьаҕыл).
- Сюге тойон (інше ім'я Аан Дьаасин, Дьаа Буурай, Орой Буурай, Буурай Дохсун, Уордаах Дьасибил, Сюнг Дьаасин, Сюрдеех Келтеех Сюге Буурай Тойон) (якут. Сүгэ Тойон, Аан Дьааһын, Дьаа Буурай, Орой Буурай, Буурай Дохсун, Уордаах Дьаһыбыл, Сүҥ Дьааһын, Сүрдээх Кэлтээх Сүгэ Буурай Тойон) — бог грому і блискавки. Іноді його називають третім ім'ям у тріаді верховного творця. Грім уявляють, як стук копит його коня, а блискавки — його сокиру, якою він уражає нечисті сили. Крім того, він протегує худобі, посилає людям дітей, лошат і телят.
- Айиисит (якут. Айыыһыт) — богиня, яка живе на східному небі і спускається звідти, оточена ореолом світла, у вигляді пишно вбраної жінки похилого віку або кобилиці. Вона з'являється при пологах, допомагає вдало звільнитися від тягаря, благословляє народжене дитя і покидає будинок породіллі на третій день після пологів. Айиисит людини лежить у бік сходу літнього сонця. Існує ще айиисит кінної худоби, яка лежить у бік сходу зимового сонця, айиисит рогатої худоби — під землею. Крім того, є айиисит і в інших тварин.
- Іеїехсит (якут. Иэйиэхсит) — богиня-покровителька жінок. Живе на східному небі. Завжди відкрита до людей, весела, завзята. Спускається на землю в травні. З її поверненням починає зеленіти листя, починається літо. Допомагає людям своєю чарівною порадою, оберігає від злих сил, благословляє приплід худоби. Не любить бруду й неохайності.
- Одун Хаан (якут. Одун Хаан) — бог, що живе на восьмому небі. Спускається на землю в лютому. Винахідник, допомагає людям споруджувати будинки, винаходити нове. Також, є творцем долі.
- Дьилга Хаан (якут. Дьылҕа Хаан) — один з богів долі. Відкриває людям таємниці їхньої долі.
- Чинис Хаан (якут. Чыныс Хаан) — бог долі, що живе на сьомому небі. Спускається на землю в грудні і панує до середини лютого. Перегукується з одним із звань Темучина — Чингісхана
- Білге Хаан (якут. Билгэ Хаан) — бог знань. Живе на сьомому небі.
- Уйгулаан Хаан (якут. Уйгулаан Хаан) — бог кохання. З'єднує серця.
- Улу тойон — покровитель шаманів і батько воронів. Також ушановується як творець хвороб.